# DC++
DC++ je open-source klient sloužící pro peer-to-peer sdílení souborů na síti Direct Connect.
Od roku 2005 neexistují žádné statistiky pro ověření podílu uživatelů sítě Direct Connect, kteří používají DC++. Nicméně obecně se předpokládá, že je to nejrozšířenější klient.
DC++ je open-source alternativa k oficiálnímu klientovi NeoModus Direct Connect (NMDC). Připojuje se ke stejné síti a podporuje stejný protokol pro sdílení souborů. Jeden z důvodů běžně připisovaných výše zmíněné popularity DC++ je, že neobsahuje žádný adware jakékoli podoby, na rozdíl od NMDC.
Existuje mnoho ostatních klientů sloužících pro připojení k síti Direct Connect, ale většina z nich jsou modifikované verze DC++ a používají i jeho zdrojový kód. Některé z těchto klientů byly vyvinuty pro specializované účely (např. sdílení hudebních souborů) nebo pro různé experimenty, případně pro to, aby implementovaly některé vlastnosti, které bylo odmítnuto zahrnout do vlastního DC++. Příklad experimentální vlastnosti může být hashování, které bylo implementováno v BCDC++ a následně přijato i do DC++.

## Adresy hubů
DC++ podporuje adresy hubů ve dvou formách: dchub://adresa.com[:4012], kde [:4012] je volitelný port, a adc://adresa.com:port. První z nich označuje hub používající NMDC protokol, zatímco druhý způsob hub, který je založen na protokolu ADC. V příkladu je 4012 port skrz který se připojujete na hub. Standardní port pro NMDC huby je 411.

## Klienti odvození z DC++
Díky open-source povaze DC++ bylo odvozeno mnoho dalších klientů, které přidávají další vlastnosti. Níže je uveden seznam těch více známých.

### BCDC++
Vlastnosti:
- Automatické nastavení IP adresy do aktivního módu
- Limitování šířky pásma
- Barvy v chatu (např. zvýrazňování přezdívek)
- Emulace klienta DC++
- Podpora skriptů Lua

BCDC++

### FulDC
Vlastnosti:
- Barvy v chatu (např. zvýrazňování přezdívek)
- Rotace chatu (umazávání)
- Upozornění na určité události (např. odpojení od hubu)
- Rozšířené vyhledávání ve frontě stahování
- Celkový zbývající čas stahování
- Skiplist pro stahování a sdílení
- Automatické obnovování příchozích souborů a sdílení
- Nastavení maximálního počtu zdrojů

https://web.archive.org/web/20071123221400/http://www.fuldc.net/ - "fulDC je oficiálně "mrtvý„ projekt. Ztratil jsem zájem na jeho dalším vývoji. Nepočítejte s žádnou novou verzí.“
fulDC

### LDC++
Vlastnosti:
- Skiplist pro stahování a sdílení
- Vyhledávání přeskočených souborů
- Nastavitelný styl oken
- Výběr z více stylů
- Možnost nastavit vypnutí PC po dokončení stahování
- Tlačítko vypnutí pro vypnutí PC
- Hesla k oblíbeným hubům skrytá na disku
- Synchronizace s NTP serverem

LDC++

### RevConnect
Vlastnosti:
- Segmentové stahování
- Hashování kademlia
- Sdílení neúplných (rozestavovaných) souborů
- Kreditový systém

RevConnect

### StrongDC++
Vlastnosti:
- Automatické vypnutí PC
- Segmentové stahování
- Infoboxy k různým událostem
- Cílové složky stahování podle typu souboru
- Detektor fake souborů
- Filtr pro výsledky vyhledávání
- Emotikony v chatu
- Nástroj pro získání TTH libovolného souboru
- Limitování šířky pásma
- Seskupování výsledků hledaní podle TTH
- Nastavitelný vzhled
- Zobrazení informací o MP3 souborech před stahováním
- Sdílení neúplných (rozestavovaných) souborů
- Nastavitelné zvuky

StrongDC++

### FlylinkDC++
Vlastnosti:
- Automatické vypnutí PC
- Segmentové stahování
- Automatické aktualizace na nejnovější verzi
- Vestavěný prohlížeč pro zobrazení portál s nejnovějšími
- Cílové složky stahování podle typu souboru
- Detektor fake souborů
- Filtr pro výsledky vyhledávání
- Emotikony v chatu
- Nástroj pro získání TTH libovolného souboru
- Limitování šířky pásma
- Seskupování výsledků hledaní podle TTH
- Nastavitelný vzhled
- Zobrazení informací o MP3 souborech a video souborů před stahováním
- Sdílení neúplných ( rozestavovaných ) souborů
- Nastavitelné zvuky

FlylinkDC++
Forum
WIKI
Systém překlady do dalších jazyků

### ApexDC++
Vlastnosti:
- Podpora PeerGuardian
- Automatické nastavení IP do aktivního módu
- Formátová chatu (kurzíva, tučné…)
- Nastavitelný vzhled
- Ochrana hesel
- Permanentní ignore list uživatelů
- Segmentové stahování
- Limitování šířky pásma

ApexDC++

### LinuxDC++

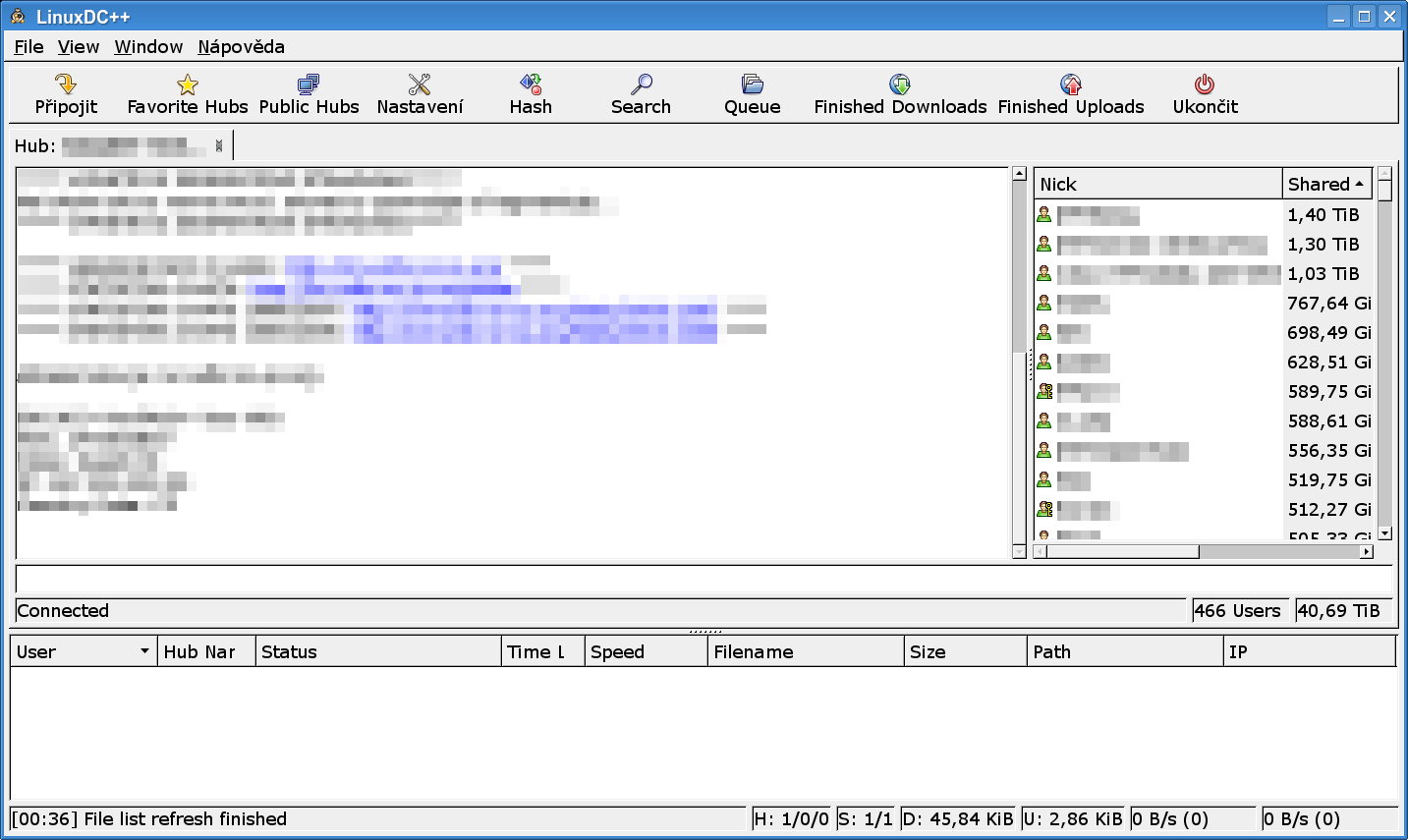
LinuxDC++ 1.0.1-cvs spuštěný na Gentoo Linuxu s prostředím KDE

LinuxDC++ je unixový klient založený na DC++. Má předělané uživatelské rozhraní podle GTK+. Verze 1.0.0 spatřila světlo světa 23. září 2007 a v současnosti je dál aktivně vyvíjena. Přestože jméno obsahuje „Linux“ funguje i na ostatních POSIX systémech jako NetBSD a FreeBSD.

### CzDC
Vlastnosti:
- Automatické vypnutí PC
- Limitování šířky pásma
- Formátování a barvy v chatu
- Grafické smajlíky v chatu
- Vlajky zemí v seznamu veřejných hubů, přenosech a seznamu uživatelů
- Nastavitelné akce pro „dvojklik“
- Náhled souborů
- Nastavitelný vzhled
- Seskupování výsledků vyhledávání podle TTH
- Maximální počet zdrojů při automatickém vyhledávání
- Přerušení a pokračování ve vyhledávání
- Schopnost na vždy ignorovat veřejné a soukromé zprávy od zvolených uživatelů

CzDC

### SababaDC
Vlastnosti:
- Pravé stahování z více zdrojů najednou ⇒ rozložení zátěže na více odesílatelů ⇒ větší rychlost
- Sdílení neúplných (rozestavovaných) souborů
- Automatické vyhledávání alternativních zdrojů na pozadí pro ještě rychlejší stahování
- Podpora Internet Exploreru
- Zahození pomalého stahování, dle nastavení
- Automatické zálohování souborů fronty a nastavení programu každých 30 minut
- Podpora webového serveru
- Limitování rychlosti přenosů
- Počítadlo všech uživatelů připojených se stejné síti
- Menší využívání CPU a RAM
- Kontrola otevřených portů
- Více detailů ve statistikách
- Více užitečných funkcí ve vyhledávacím okně
- 5 seznamů oblíbených hubů namísto jednoho
- Zavření okna hubu po 60 sekundách jestliže není připojen
- Limit počtu vyhledávacích výsledků – standardně 2500
- Více systémových informací v informační liště
- Více příkazů

SababaDC